# Nicolavespa
Nicolavespa is een geslacht van vliesvleugeligen uit de familie Trichogrammatidae. De wetenschappelijke naam van dit geslacht is voor het eerst geldig gepubliceerd in 2005 door Pinto.

## Soorten
Het geslacht Nicolavespa omvat de volgende soorten:
- Nicolavespa luiseno Pinto, 2005
- Nicolavespa theresae Pinto, 2005